# Vacuümtechniek
Vacuümtechniek omvat alle technische middelen die toegepast worden om binnen een bepaalde ruimte de gasdruk aanzienlijk te verlagen: het teweegbrengen van een vacuüm.
Om een vacuüm van gewenste kwaliteit te bereiken zijn diverse typen vacuümpompen ontwikkeld, elk met hun typische eigenschappen en werkingsgebied. Er bestaat geen praktisch toepasbare vacuümpomp die het gehele drukbereik van atmosferisch tot ultra hoog vacuüm bestrijkt. Daarom zijn vacuümpompsystemen altijd opgebouwd uit meerdere trappen (meestal twee of drie) indien de gewenste einddruk buiten het bereik van een enkele pomp ligt.

## Pomptypen
De pomptypen kunnen op basis van hun werkingsprincipe ondergebracht worden in de volgende categorieën:
- Pompen die “happen” lucht weghalen uit de te evacueren ruimte (verdringerpompen)
- Pompen die moleculen een snelheid geven in de richting van een zone met hogere druk (overdracht van impuls).
- Pompen die gas opslaan en aldus onttrekken aan de te evacueren ruimte (opslagpompen).

## De verdringerpomp

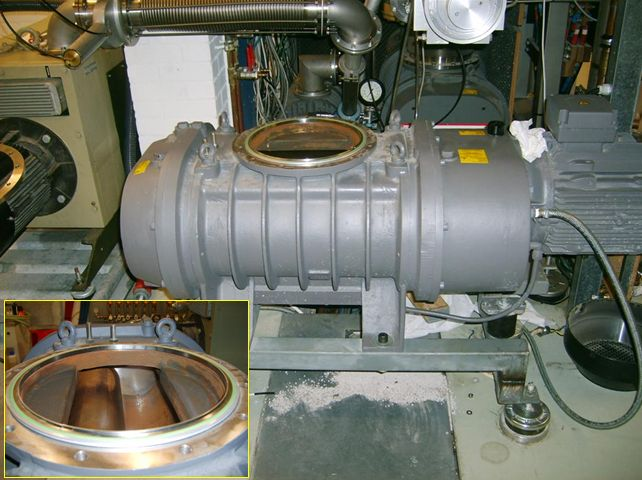
Rootspomp met rechts aandrijfmotor. Inzet: een blik in de aanzuigopenening waar de rotoren te zien zijn.

Een vaak toegepast type verdringerpomp is de draaischuifpomp. Dit type pomp kan aan de uitgang gas lozen op atmosferisch drukniveau. Aan de inlaatzijde kan een vacuümdruk tot ca. 0,1 Pa (ca. 0,001 torr) gehaald worden.

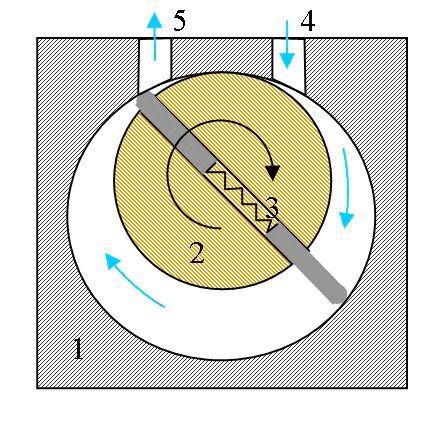
Voorvacuümpomp: draaischuifpomp. 1 huis, 2 rotor, 3 schotten die door veerdruk tegen huis gedrukt worden, 4 en 5 in- en uitlaat. De rotor wordt met olie gesmeerd.

Een excentrisch geplaatste rotor draait rond in een cilindrische kamer. Door schuivende schotten wordt de ruimte tussen rotor en cilinder gecompartimenteerd: zie de illustratie. Lucht stroomt van het inlaatgat naar een compartiment, wordt gecomprimeerd en verlaat onder hogere druk de uitlaat. De schotten zijn van kunststof om slijtage op de wand te minimaliseren. Olie wordt toegepast als smeermiddel; de dampdruk dient laag te zijn.
De rootspomp, of rootsblower, is een ander type verdringerpomp, vooral gebruikt waar grotere capaciteit nodig is. Dit pomptype kan niet comprimeren tot atmosferische druk en heeft dus een voorvacuümdruk aan de uitgang nodig . Twee in elkaar passende achtvormige rotoren verplaatsen gas van de aanzuigopening naar de uitgang.

## Overdracht van impuls

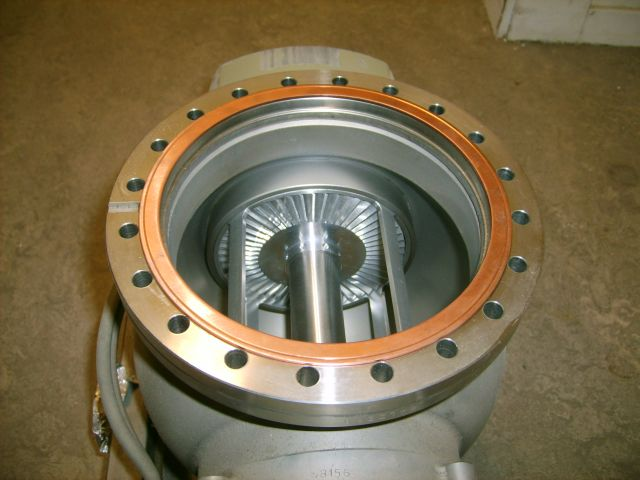
Een blik in de aanzuigopening van een turbomoleculairpomp met horizontale as. De eerste schoepenkrans is goed te zien.

Een goed voorbeeld van deze pompcategorie is de turbomoleculairpomp, een tegenwoordig veel toegepast type hoogvacuümpomp. De pomp houdt pompsnelheid (pompcapaciteit) tot ca. 10−8 Pa. De pomp bevat een aantal roterende schijven, afgewisseld met stilstaande schijven, waarbij elke schijf is voorzien van zodanig afgeschuinde zijvlakken dat gasmoleculen door de rotatiesnelheid van de schijf naar een zone met hogere druk worden verplaatst. Dit pomptype ontleent zijn naam aan de gelijkenis met een turbine. Omdat het werkingsgebied van de pomp bij een hogere druk dan ca. 1 Pa ophoudt, is bij dit pomptype een voorgeschakelde voorvacuümpomp (vandaar de naam) nodig om het gas naar een atmosferische omgeving te verplaatsen.

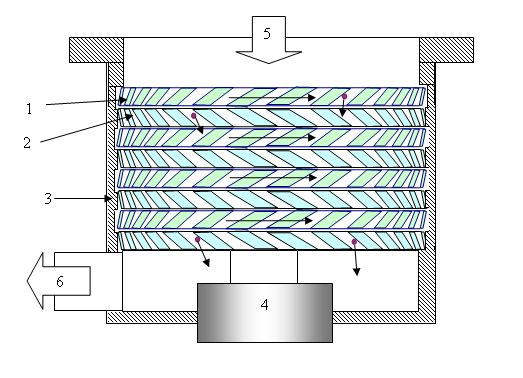
Principe van de turbomoleculairpomp: 1 rotorschijf, 2 statorschijf, 3 huis, 4 lagering en aandrijving, 5 en 6 in- en uitlaat.

Een ander voorbeeld van deze categorie is de waterstraalpomp. Hierbij neemt een waterstraal in de pomp gasmoleculen mee, die worden afgevoerd met de waterstroom. Het is een simpel pomptype. De druk blijft beperkt tot de dampdruk van water.

## Gasopslagpompen
Hierbij wordt gas onttrokken aan de te evacueren ruimte door het te binden aan oppervlakken in de pomp. Die binding kan fysisch of chemisch zijn. Een voorbeeld van een chemische opslagpomp is de getterpomp (binding aan bijvoorbeeld titaan). Een kryopomp is een voorbeeld van een pomp waarvan de werking berust op gasbinding met behulp van een fysisch principe: gassen vriezen vast op een sterk gekoeld oppervlak. Indien vloeibare helium als koelmiddel wordt gebruikt kunnen alle gassen, behalve helium, worden verpompt. Met dit pomptype kan een zeer hoge pompsnelheid worden gehaald. Het wordt bijvoorbeeld gebruikt bij simulatiekamers voor ruimtevaartuigen. Een van de nadelen van de kryopomp is dat de pomp “verzadigd” raakt en van tijd tot tijd moet worden geregenereerd.

## Vacuümdrukmeting
Voor meting van de druk van het vacuüm zijn vele systemen in de handel. De werking berust op een van de volgende principes: absolute drukmeting (tot ca. 10−6 Pa), mechanische meting (tot 10−3 Pa), meting die berust op de viscositeit van het gas (tussen ca. 1 en ca. 10−5 Pa), een principe dat werkt op de warmtegeleiding van het gas (tot ca. 0,1 Pa) en de ionisatie-vacuümdrukmeter (tussen ca. 1 en 10−10 Pa). 
De meest bekende absolute drukmeter is de buis van Torricelli, waarin een kwikkolom de maat is voor de druk die boven de kolom heerst.
Een bekend voorbeeld van de mechanische drukmeter is de barometer, waarbij de doorbuiging van een membraan-oppervlak afhangt van de druk.
Bij de viscositeitsmanometer wordt een magnetisch gelagerd stalen kogeltje in het vacuümgas aan het draaien gebracht, waarna de aandrijving wordt uitgeschakeld. De snelheid waarmee het kogeltje afremt is een maat voor het aantal remmende gasmoleculen in de omgeving van het kogeltje, en dus voor de druk.
Bij een warmtegeleidingsdrukmeter wordt een metaaldraadje dat in een meetbuisje is ondergebracht, verwarmd door elektrische stroom. De temperatuur die het draadje krijgt hangt af van de stroom en onder andere van de gasdichtheid. Temperatuurmeting van de draad geeft een maat voor de gasdruk.
Bij de ionisatie-drukmeter worden neutrale gasmoleculen geïoniseerd en daarna door een elektrisch veld weggeleid naar een elektrode in de meetbuis. De daardoor ontstane elektrische stroom is een maat voor de hoeveelheid gasatomen in de ionisatieruimte en dus voor de druk. Omdat de energie die nodig is voor ionisatie verschilt tussen gassoorten, dient men bij de meting een ijkfactor toe te passen die van de gassoort afhangt.

## Vacuümsysteem
Een compleet vacuümsysteem bestaat in het algemeen uit een voldoende gasdichte kamer, een pompsysteem dat uit een of meer achter elkaar geschakelde pompen kan bestaan, om de gewenste druk te realiseren. Verder bevat het kleppen en een of meer drukmeters. Indien de vacuümruimte gebruikt wordt voor delicaat werk dan zou een beveiligingssysteem aanwezig moeten zijn om de vacuümruimte af te sluiten bij stroomuitval en om voor luchtinbraak gevoelige pompen te beveiligen. Een complex vacuümsysteem dient te worden beveiligd door een geautomatiseerde bediening om de kans op foutieve handelingen te minimaliseren.

## Einddruk

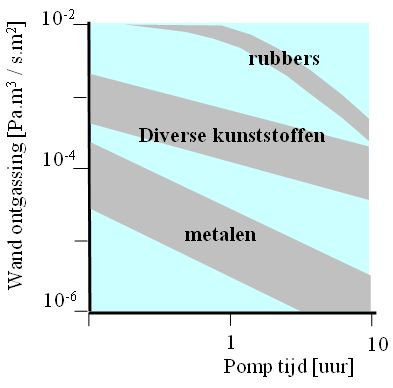
Globale ontgassingscurves van de wand van een vacuümruimte in Pa·m^{3} / s·m^{2} zoals die in de literatuur te vinden zijn. De ontgassing is door temperatuurverhoging aanmerkelijk te versnellen.

De laagst haalbare druk, de einddruk, wordt bepaald door de capaciteit van de pomp(en) en door de inkomende gasstroom. Deze laatste is afkomstig van lekkage en van gasafgifte vanaf de wanden van het vacuümsysteem. Tot ca. 1 Pa is inlek dominerend. Lekkage kan ontdekt worden met een lektester. Dit is een instrument dat meestal gebaseerd is op massaspectrometrie. Het apparaat staat dan meestal ingesteld op het detecteren van helium gas en wordt op de vacuümkamer aangesloten. Door aan de buitenzijde op plaatsen waar lekkage wordt vermoed, gedoseerd heliumgas te spuiten kunnen lekken worden gevonden. 
Gasafgifte vanaf de wand kan worden verminderd door schoon te werken (de onderdelen van het vacuümsysteem reinigen met een ontvettingsmiddel en/of in een trilbad). Vaak worden witte handschoenen gebruikt en wordt de binnenwand vooraf goed gereinigd. De gasafgifte wordt door lang (uren, dagen) afpompen steeds minder. Dit proces kan aanmerkelijk worden versneld door de temperatuur van de wand te verhogen (“uitstoken”).

## Middelen om ontgassing te beperken
Behalve schoon werken (witte handschoenen) en uitstoken van de wand zijn er constructieve voorzieningen te treffen die gasafgifte beperken. Een "virtueel lek" ontstaat wanneer een gasvolume opgesloten is, met een zeer kleine opening richting vacuüm. Dit kan veroorzaakt worden door bouten die in een gesloten gat gedraaid zitten waardoor het opgesloten gasvolume slechts via de schroefdraad ontsnapt en op die manier de kwaliteit van een vacuüm langdurig negatief beïnvloedt. Vaak wordt daarom iedere bout die zich in de vacuümruimte bevindt van een ontluchtingsgaatje voorzien, of er wordt een gleuf in langsrichting in de schroefdraad aangebracht. Een ruwe wand heeft op microscopische schaal een veel groter oppervlak dan een gladde wand (tot honderden malen meer), wat de gasafgifte vergoot. Sommige polijstmethoden hebben het nadeel dat slijpmiddelbestanddelen (vet) en gassen in de wand gewreven worden en daar langzaam uit ontsnappen. Gelaste delen kunnen gas-insluitingen hebben, waarmee men onopzettelijk virtuele lekken inbouwt. Daarom worden delen van vacuümkamers meestal slechts aan de binnenzijde aan elkaar gelast. Of, indien het voor de sterkte nodig is om zowel binnen als buiten te lassen, dan worden in de las aan de buitenzijde opzettelijk openingen gelaten om eventueel te kunnen lekzoeken met bijvoorbeeld helium (zie betreffend hoofdstukje).

## Toepassingen en verwante vakgebieden
Vacuümtechniek speelt een rol in uiteenlopende vakgebieden en (productie)technieken, onder meer
- elektronenmicroscopie
- opdampen (Engels: physical vapor deposition), sputteren en andere thin film depositie-technieken in de oppervlaktefysica
- nanolithografie voor de productie van geïntegreerde schakelingen (chips) van halfgeleiders
- plasmafysica
- ultracentrifuge